# Alster

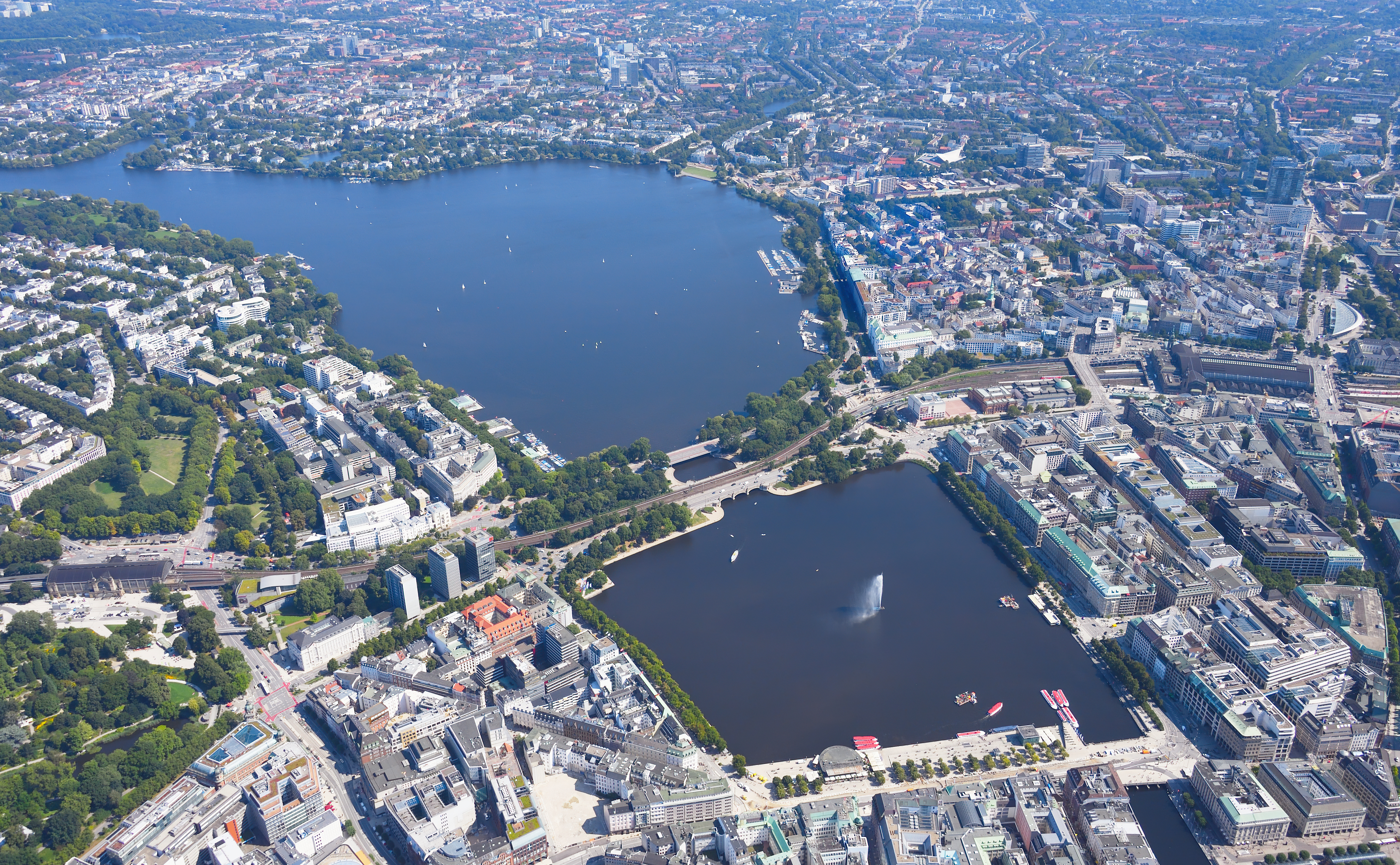
Binnenalster ed Außenalster

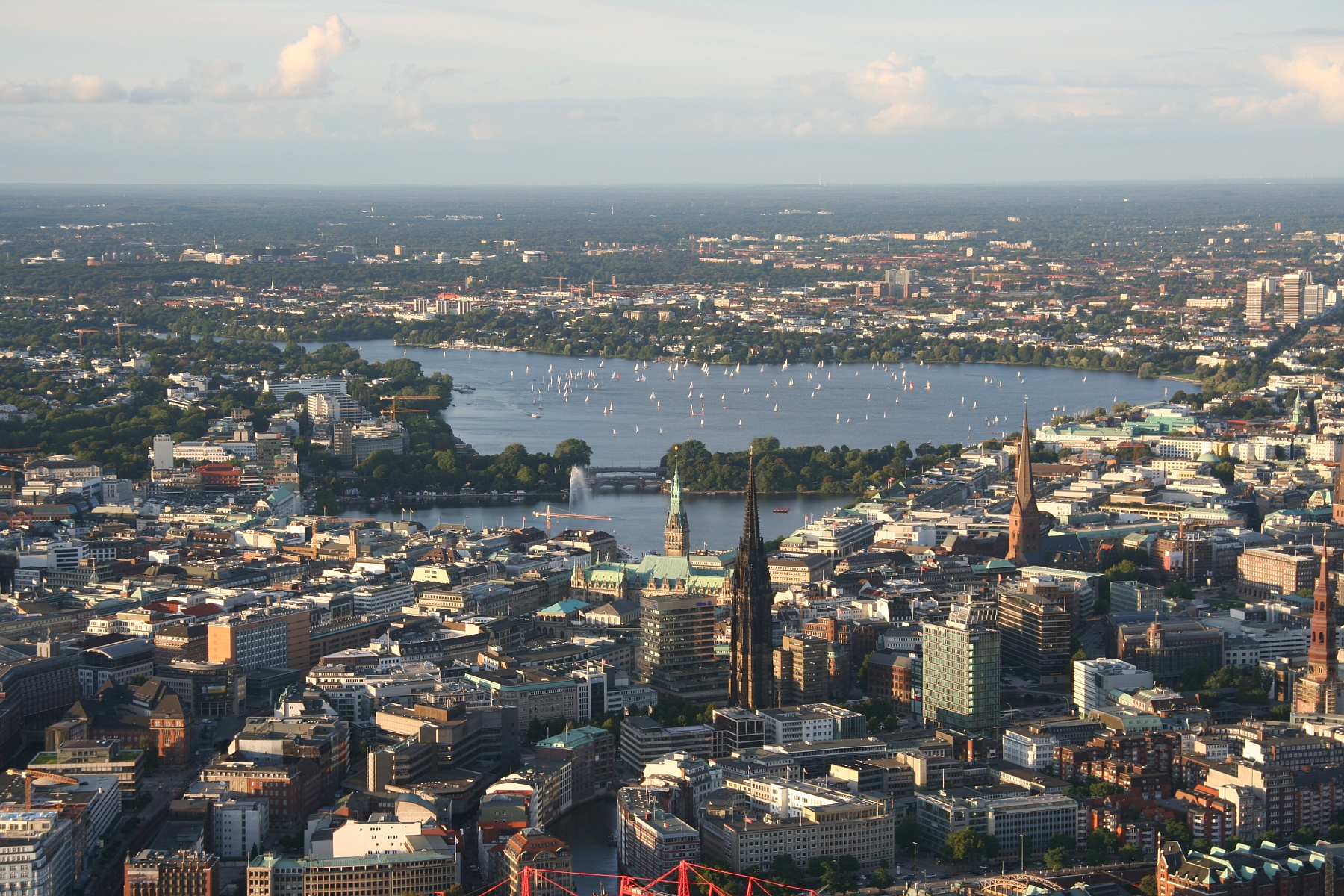
Außenalster ed Binnenalster

L'Alster è un affluente del fiume Elba che scorre in Germania attraverso lo Schleswig-Holstein meridionale ed Amburgo. Lungo circa 53 km, nasce ad un'altitudine di 28 m s.l.m. e misura 25 km in linea d'aria dalla sorgente alla foce.
Già nel 1190 il corso dell'Alster venne sbarrato da una diga che faceva funzionare un mulino ad acqua. Un'altra diga fatta costruire nel 1235 provocò un'inondazione del territorio circostante che portò per la prima volta alla formazione di un lago lungo il corso del fiume. Nel XV secolo l'Alster fu oggetto di un'opera di canalizzazione per permettere la creazione di un collegamento fluviale diretto fa Amburgo e Lubecca. Oggi le acque dell'Alster alimentano due laghi artificiali in pieno centro di Amburgo, denominati Binnenalster ed Außenalster, che sono diventati simboli importanti della città.